# 3-iron
3-Iron (빈집, Bin-jip) je filmem korejského režiséra Kim Ki-duka. Vypráví příběh mladé dvojice – samotářsky žijícího mladíka a bývalé modelky týrané jejím bohatým manželem. Vztah dvou hrdinů je rozvíjen beze slov, ani jeden z nich během filmu nepromluví (mimo dívčino "Miluji tě." pronesené do ticha).
V pořadí jedenáctý Kim Ki-dukův film získal několik ocenění na filmových festivalech, mezi nimi i Zvláštní cenu za režii, Malého zlatého lva a Cenu FIPRESCI na MFF v Benátkách 2004 a ocenění Zlatý klas na MFF ve Valladolidu v témže roce.

## Děj
Tae-suk (Hyun-kyoon Lee) žije osamoceným životem. Objíždí na své motorce byty a domy a na kliky zavěšuje reklamní letáky. Pokud je do druhého dne nikdo neodstraní, usoudí, že zrovna nikdo není doma. V těchto cizích domovech pak žije Tae-suk svůj život. Nají se tu, vyspí, ale také spraví, co je rozbité, vypere a vyžehlí prádlo, vyfotí se u rodinných fotografií a nepozorovaně, tak jako přišel, odejde. Až v jedné luxusní vile zahlédne mladou ženu (v podání Seung-yeon Lee), která tiše pozoruje jeho počínání. Tae-suk dům urychleně opouští, ale z ulice pak přihlíží, jak se vrací její manžel (Hyuk-ho Kwon) domů a ženu bije. Tae-suk sebere golfovou hůl a třemi odpaly golfových míčků manžela trestá. Poté odjíždí s ženou na motorce. Sun-hwa – ona žena – se stává součástí Tae-sukova každodenního kolotoče, společně se vkrádají do cizích domovů, společně perou a opravují rozbité věci. Jejich tichý vztah se zakládá na mlčenlivém souznění, zatímco životy ostatních jsou protkány nedorozuměními, hádkami a krutými slovy.
Tichá harmonie hlavních postav končí ve chvíli, kdy v jednom z bytů najdou mrtvého majitele a posléze jsou přistiženi jeho synem a snachou při pohřebním rituálu. Dostávají se na policejní stanici, ale oba mlčí, přestože čelí podezření z vraždy nalezeného muže. Pitva sice prokáže, že zemřel přirozenou smrtí, avšak na policii přijíždí manžel Sun-hwy a uplácí policejní úředníky, aby mu mohl oplatit rány golfovými míčky. Tae-suk nakonec napadne policistu a je poslán do vězení, zatímco Sun-hwa je nucena vrátit se domů se svým manželem.
Ve vězení Tae-suk cvičí odpaly s imaginární golfovou holí a rozvíjí své postupem času až nadpřirozené schopnosti kradmého jednání a ukrývání se před očima druhých, čímž si také dobírá dozorce. Poté, co se dostane z vězení (jakoby se z něj vypařil), vrací se do domu Sun-hwy. Tak, jak se ve vězením naučil unikat očím dozorců, tak nyní uniká učím Sun-hwinina manžela. Za jeho zády bere jídlo ze stolu a líbá Sun-hwu, když má hlavu položenou na manželově rameni. Sun-hwa a Tae-suk končí v objetí, poté co Sun-hwin manžel odjíždí na obchodní cestu.

## Obsazení
- Seung-yeon Lee – Sun-hwa
- Hyun-kyoon Lee – Tae-suk
- Hyuk-ho Kwon – Min-gyu (manžel Sun-hwy)
- Jeong-ho Choi – vězeňský dozorce
- Ju-seok Lee – syn starého zemřelého muže
- Mi-suk Lee – snacha starého zemřelého muže
- Dong-jin Park – detektiv Lee

## Zajímavosti
Film vznikl za nezvykle krátkou dobu. Režisér Kim Ki-duk jej napsal během jednoho měsíce. Natáčení trvalo celkem 16 dní, točilo se téměř nepřetržitě pronájem kamery stál přibližně 1000$ na den. Kim Ki-duk si film také sám sestříhal, trvalo mu to pouhých 10 dní. Sám režiséer se ve filmu také několikrát objevuje, a to v roli Tae-suka. Představitel hlavní role, Hyun-kyoon Lee totiž neuměl jezdit na motocyklu a nikdy předtím nehrál golf, proto jej režisér při dané příležitosti zastupoval v záběrech, kdy hrdinovi nebylo vidět do obličeje.
Nápad na film vznikl tehdy, když Kim Ki-duk objevil na dveřích leták podobný těm, jaké ve filmu roznáší hlavní hrdina.
Název filmu, 3-iron, se používá pro označení golfové hole (trojka železo).